# Vitovský rajón
Vitovský rajón (ukrajinsky Вітовський район, do roku 2016 Žovtnevský rajón, ukrajinsky Жовтневий район) byl rajón v Mykolajivské oblasti na Ukrajině. Hlavním městem byl Mykolajiv a rajón měl přibližně 49 tisíc obyvatel. 

## Sídla v rajónu
- Mykolajiv (nebyl součástí rajónu)
- Voskresenske
- Pervomajske